# 瓦伊韦堂区
瓦伊韦堂区是拉脱维亚維澤梅地区，采西斯市鎮下辖的一个行政单位；堂区的行政中心是里泽内。在2021年，该堂区的人口为1,328人。
1925年之前，瓦伊韦堂区被称为韦依斯曼尼堂区，它是采西斯县的一部分。

## 瓦伊韦堂区内的城镇和村庄
- 里泽内 - 堂区行政中心